# 宇津貫町
宇津貫町（うつぬきまち）は東京都八王子市の地名。丁番を持たない単独町名であり、住居表示未実施区域。郵便番号は192-0915（八王子南郵便局管区）。

## 地理
八王子市南東部、旧由井村の一区域。区域の大半が都市再生機構による南八王子土地区画整理事業により八王子ニュータウン（みなみ野シティ）として開発がすすめられ、大規模な団地となっている。整備に伴い住居表示による町名整理で1997年より順次新町名の移行が進んでいる。

## 歴史

### 沿革
- 1889年（明治22年）4月1日 - 町村制施行により、神奈川県南多摩郡小比企村、片倉村、宇津貫村、北野村、打越村、西長沼村（一部除く）が合併し、由井村が成立する。宇津貫村は由井村大字宇津貫となる。
- 1955年（昭和30年）4月1日 - 由井村が八王子市に編入され、由井村大字宇津貫は八王子市大字宇津貫となる。
- 1956年（昭和31年）10月1日 - 町名変更により八王子市大字宇津貫は八王子市宇津貫町となる。
- 1997年（平成9年）2月1日 - 住居表示実施のため宇津貫町の一部が兵衛一丁目として分立[5]。
- 1998年（平成10年）1月31日 - 住居表示実施のため宇津貫町の一部がみなみ野三丁目として分立[5]。
- 1999年（平成11年）1月30日 - 住居表示実施のため宇津貫町の一部がみなみ野四丁目、七国六丁目として分立[5]。
- 2000年（平成12年）2月5日 - 住居表示実施のため宇津貫町の一部がみなみ野三・四丁目、七国六丁目として分立[5]。
- 2001年（平成13年）2月3日 - 住居表示実施のため宇津貫町の一部がみなみ野二・三・四丁目として分立[5]。
- 2002年（平成14年）2月2日 - 住居表示実施のため宇津貫町の一部がみなみ野三丁目、七国二・五・六丁目として分立[5]。
- 2003年（平成15年）2月8日 - 住居表示実施のため宇津貫町の一部がみなみ野二・四丁目、七国六丁目として分立[5]。
- 2004年（平成16年）1月31日 - 住居表示実施のため宇津貫町の一部がみなみ野四丁目、七国五丁目として分立[5]。
- 2004年（平成16年）12月4日 - 住居表示実施のため宇津貫町の一部が兵衛一・二丁目として分立[5]。
- 2005年（平成17年）10月8日 - 住居表示実施のため宇津貫町の一部が七国一・二丁目として分立[5]。
- 2006年（平成18年）12月16日 - 住居表示実施のため宇津貫町の一部が七国三・六丁目として分立[5]。
- 2012年（平成24年）6月19日 - 住居表示実施のため宇津貫町の一部が兵衛二丁目として分立[5]。

## 世帯数と人口
2022年（令和4年）9月30日現在の世帯数と人口は以下の通りである。
| 町丁     | 世帯数 | 人口 |
| -------- | ------ | ---- |
| 宇津貫町 | 25世帯 | 57人 |

## 交通

### 鉄道
北西から南西へ、南北にJR横浜線が通過している。駅は設置されておらず、八王子みなみ野駅と相原駅の駅間に当たる。南部は相原トンネル内を通る。

### 道路
地内に一般国道・都道は通過していない。